# Á
Á, á – litera diakrytyzowana alfabetu łacińskiego powstała od litery A poprzez dodanie znaku akcentu ostrego. 
Od XVI wieku do połowy XVIII wieku litera Á była używana w języku polskim dla oddania dźwięku [aː], tj. samogłoski otwartej przedniej niezaokrąglonej w iloczasie. Współcześnie taką samą wartość fonetyczną ma litera Á wykorzystywana w językach czeskim, słowackim i węgierskim.

## Wykorzystanie
| Alfabet         | Lp. | MAF       |       |
| --------------- | --- | --------- | ----- |
| czeski          | 2   | [aː]      | [ 2 ] |
| farerski        | 2   | [ɔaː]/[ɔ] | [ 3 ] |
| islandzki       | 2   | [äu̯]      | [ 4 ] |
| słowacki        | 2   | [aː]      | [ 5 ] |
| północnosaamski | 2   | [a]       | [ 6 ] |
| portugalski     | 3   | [ɑ]       | [ 7 ] |
| węgierski       | 2   | [aː]      | [ 8 ] |
| wietnamski      | -   | [a˧˥]     | [ 9 ] |

## Kodowanie
| Znak                   | Á                                 | Á                                 | á                               | á                               |
| ---------------------- | --------------------------------- | --------------------------------- | ------------------------------- | ------------------------------- |
| Nazwa w Unikodzie      | Latin capital letter A with acute | Latin capital letter A with acute | Latin small letter A with acute | Latin small letter A with acute |
| Kodowanie              | dziesiątkowo                      | szesnastkowo                      | dziesiątkowo                    | szesnastkowo                    |
| Unicode                | 193                               | U+00C1                            | 225                             | U+00E1                          |
| UTF-8                  | 195 129                           | c3 81                             | 195 161                         | c3 a1                           |
| Odwołania znakowe SGML | &#193;                            | &#x00C1;                          | &#225;                          | &#x00E1;                        |
| Odwołania znakowe SGML | &Aacute;                          | &Aacute;                          | &aacute;                        | &aacute;                        |